# فارابی: مؤسس فلسفه اسلامی
فارابی: مؤسس فلسفهٔ اسلامی یکی از اولین آثار رضا داوری اردکانی است که در سال ۱۳۵۴ منتشر شد. داوری در این کتاب به فلسفهٔ سیاسی فارابی و جایگاه او در تاریخ تفکر می‌پردازد. این کتاب به عربی و روسی ترجمه شده‌است.

## محتوا
فصول کتاب به‌ترتیب عبارت‌اند از: زندگی و آرای فارابی، اساس تازه در سیاست و مدینهٔ فاضله، مقام مدینهٔ فاضله فارابی در میان اوتوپی‌ها، و فارابی مؤسس فلسفه اسلامی، ترجمهٔ مقاله‌ای از فارابی نوشتهٔ ریچارد والتزر هم ضمیمهٔ این کتاب است.

## نقد و بررسی
پرویز اذکایی در مقاله‌ای در نشریهٔ هنر و مردم (آبان و آذر ۱۳۵۵) به معرفی این کتاب پرداخت.
حسن سیدعرب در مقالهٔ خود در کتاب فیلسوف فرهنگ (جشن‌نامهٔ رضا داوری اردکانی) معتقد است که فلسفهٔ اسلامی در دوران فارابی به کمال خود نرسیده تا بتوان او را مؤسس فلسفهٔ اسلامی قلمداد کرد.
سیدرضا شاکری در مقاله‌ای به بررسی اندیشهٔ سیاسی داوری اردکانی با تکیه بر این کتاب پرداخته‌است.
مزدک رجبی هم نسبت میان عقل و ایمان را در این کتاب بررسی کرده‌است.